# IC 5022
IC 5022 ist eine Balken-Spiralgalaxie vom Hubble-Typ SBb im Sternbild Oktant am Südsternhimmel. Sie ist schätzungsweise 520 Millionen Lichtjahre von der Milchstraße entfernt und hat einen Durchmesser von etwa 140.000 Lichtjahren.
Das Objekt wurde am 22. September 1900 von DeLisle Stewart entdeckt.